# Edo (Fluss)
Der Edo (japanisch 江戸川, Edo-gawa) ist ein Nebenfluss des Tone in der Kantō-Region auf der japanischen Hauptinsel Honshū.

## Verlauf
Der Edo teilt sich auf Höhe der Ortsteile Goka und Sakai der Stadt Sashima in der Präfektur Ibaraki vom Tone ab und verläuft in südlicher Richtung zur Bucht von Tokio. Sein Verlauf bildet die Grenzen der Präfekturen Ibaraki, Saitama, Chiba und Tokio.

## Überflutungen
Zur schwersten Überflutung in der jüngeren Geschichte kam es infolge des Taifun Kathleen im Jahr 1947. Aufgrund von Dammbrüchen wurden 80.000 Hektar im Bereich von Katsushika und Noda für einen Zeitraum von neun Monaten überflutet. Seitdem hat sich die Absicherung durch Deiche allerdings deutlich verbessert, nicht zuletzt aufgrund der sich im Einzugsgebiet des Flusses liegenden und über die Jahrzehnte entwickelten Wohngebiete. Trotzdem kam es infolge von Taifunen immer wieder zu Überflutungen durch Deichbrüche, vor allem in der Stadt Matsudo, von denen jeweils mehrere Tausend Häuser betroffen waren.

## Hochwasserschutz
Der Fluss dient auch dem Hochwasserschutz, da über ihn das Wasser aus dem äußeren Entwässerungskanal für das Hauptstadtgebiet (Shutoken Gaikaku Hōsuiro, jap. 首都圏外郭放水路) in den Pazifik abgeleitet wird.

## Rechtsstatus
Das japanische Flussrecht bezeichnet den Edo als Fluss 1. Grades.